# Roberto Banel
Roberto Banel (28 maart 1982) is een Surinaams musicus, dj, producer, songwriter, muziekmanager en organisator.

## Biografie
Roberto Banel begon zijn muziekloopbaan als deejay bij Radio KBC en als lid van Aptijt, waarvoor hij ook manager was. Naast musicus is hij songwriter en arrangeur. Nisha Madaran was een van de eerste artiesten met wie hij samenwerkte als producer. Ze stond toen aan het het begin van haar carrière en had kort ervoor Tu hi mera dil uitgebracht. Daarnaast werkte hij samen met allerlei artiesten van wie meer dan tien een nummer 1-hit behaalden met een productie van zijn hand, onder wie Tekisha Abel, Psycho en Kater Karma.
Rond 2012 nam hij het initiatief voor de organisatie van de Su Music Awards-show, die uitgroeide van eerst drie naar later 24 categorieën. Hij organiseert deze shows vanuit zijn bedrijf G-Summer Events. Met zijn label G-Block Recordz organiseerde hij in 2017 een kindershow in de Anthony Nesty Sporthal waarvoor hij de jonge Nederlandse rapper Tur-G uit Nederland liet overkomen. Voor SuriPop XXI bereikte hij met zijn lied Mi no sa kori yu de finale. Het festival werd afgelast vanwege de corona-uitbraak.
In november 2018 werd hij onderscheiden met de Eremedaille in Zilver in de Ere-Orde van de Palm voor zijn rol in de Surinaamse muziek en de wijze waarop talenten herkent en kansen biedt.